# Чеккон, Моника
Моника Чеккон (итал. Monica Ceccon; род. 2 марта 1976, Варезе, Ломбардия) — итальянская и сент-китс и невисская шоссейная велогонщица.

## Биография
Моника Чеккон родилась 2 марта 1976 года в итальянском городе Варезе.
В 2001—2002 годах выступала за итальянскую профессиональную команду SC Michela Fanini, в 2004 году — за SS Lazio-Ladispoli, в 2011 году — за Fanini Store , в 2012 году — за Alfonsina ASD.
Четыре раза входила в двадцатку лучших на чемпионатах Италии по шоссейному велоспорту: трижды в индивидуальной гонке с раздельным стартом (10-е место в 2011 году, 11-е место в 2013 году, 16-е место в 2012 году), один раз в групповой гонке (12-е место в 2002 году).
Трижды выступала в шоссейной веломногодневке Джиро д’Италия Донне. Лучшего результата добилась в 2003 году, заняв 107-е место в генеральной классификации. В 2000 году не стартовала на последнем этапе, в 2004 году стала 110-й. Дважды стартовал на Гранд Букль феминин.
В 2009 году участвовала в чемпионате мира в Мендризио, где представляла Сент-Китс и Невис. В индивидуальной гонке с раздельным стартом заняла последнее, 41-е место, показав результат 44 минуты 55 секунд и уступив 9 минут 19 секунд завоевавшей золото американке Кристин Армстронг. В групповой гонке сошла с дистанции.

## Рейтинги
| Год                 | 2009  |
| ------------------- | ----- |
| Мировой рейтинг UCI | 269-й |
|                     |       |
| Источник: UCI       |       |